# مارك ويلسون (صحفي)
مارك ويلسون (بالإنجليزية: Mark Wilson)‏ هو صحفي أمريكي، ولد في 1969.